# New Mexico Lobos
New Mexico Lobos (Lobos de Nuevo México) es el equipo deportivo de la Universidad de Nuevo México, situada en Albuquerque, Nuevo México. Los equipos de los Lobos participan en las competiciones universitarias organizadas por la NCAA, y forma parte de la Mountain West Conference.

## El apodo
Existen muchas leyendas acerca del origen del sobrenombre de la universidad. Cuando surgió el equipo de fútbol americano, en 1892, sus jugadores eran conocidos simplemente como The University Boys o Varsities. Fue en 1920 cuando un estudiante de segundo año, editor de la revista univesitaria y aficionado al football viendo que muchas universidades tenían un animal como mascota, el que propuso el apodo de Lobos, en castellano, dados los orígenes del estado de Nuevo México, por ser un animal poderoso, respetado y temido. Fue rápidamente bien acogido e instaurado como apodo oficial.

## Deportes

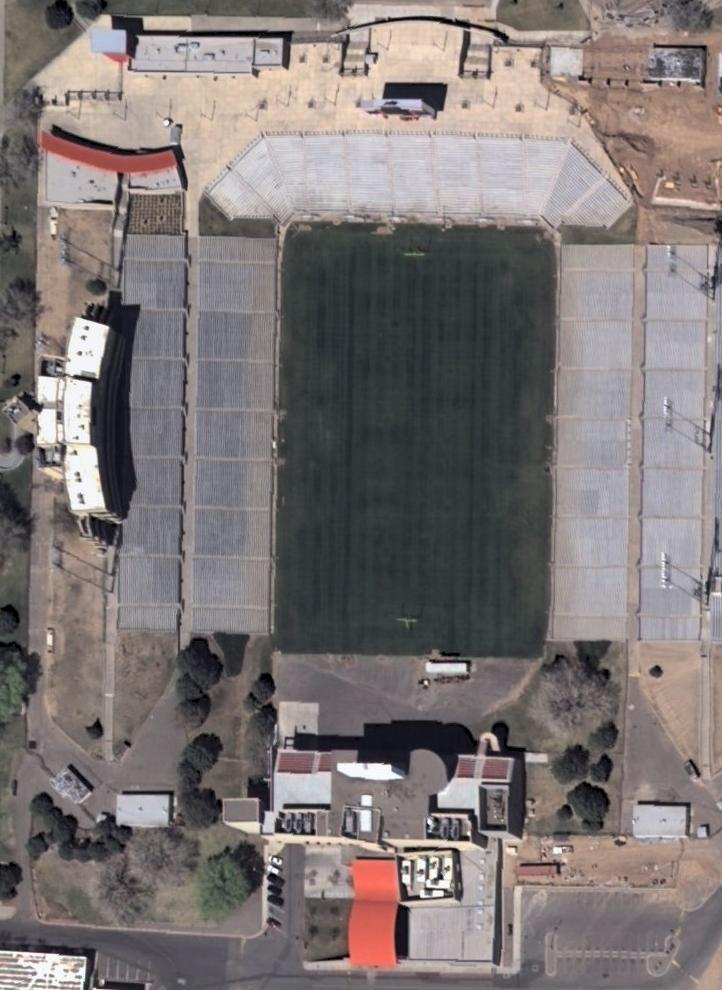
El University Stadium (Estadio Universitario), sede de la equipo de fútbol americano.

Los Lobos compiten en las siguientes modalidades deportivas:
| Masculinos - Atletismo - Atletismo cubierta - Baloncesto - Béisbol - Cross - Fútbol americano - Golf - Tenis | Femeninos - Atletismo - Atletismo cubierta - Baloncesto - Cross - Fútbol - Golf - Natación y salto - Sófbol - Tenis - Voleibol - Voleibol de playa | Coeducacional - Esquí (equipos m. y f.) |

### Campeonatos nacionales

#### Equipos
- Esquí,1 (2004)

#### Individuales
- Esquí, 9 (3 masculinos y 1 femeninos)
- Atletismo, 8 (6 masculinos y 2 femeninos)
- Golf femenino, 1 (1987)